# Johann Rauchenwald
Johann Rauchenwald (* 29. August 1812 in Guldendorf; † 18. Juli 1868 ebenda) war ein österreichischer Landwirt und Politiker.

## Leben
Rauchenwald war der Sohn des  Landwirts und Besitzers der Joplhube, Josef Rauchenwald (* 1757; † 24. Mai 1825) und dessen Ehefrau Anna geborene Sacherer (1782–1859). Er war römisch-katholischer Konfession und heiratete am 12. Juli 1841 Anna Knafl (* 18. Juni 1816; † 4. Februar 1899). Aus der Ehe gingen vier Töchter und drei Söhne hervor. 
Er lebte als Landwirt und Besitzer der Marhube in Guldendorf. Vom 17. Juli 1848 bis zum 4. März 1849 war er Abgeordneter im Provisorischen Kärntner Landtag. 